# Stellan Vinthagen
Stellan Vinthagen, född 13 oktober 1964, är en svensk professor i sociologi samt forskaraktivist, och ordförande för fakulteten Nonviolent Direct Action and Civil Resistance på University of Massachusetts, där han leder Resistance Studies Initiative. Vinthagen är också en av ledarna för forskargruppen för Resistance Studies vid Göteborgs universitet och en av grundarna av Resistance Studies Network,  liksom Redaktör för Journal of Resistance Studies, och medlem av rådet War Resisters International (WRI), och akademisk rådgivare till Internationella Center på Nonviolent Conflict (ICNC). Vinthagens forskning är inriktad på civilt motstånd, makt, sociala rörelser, ickevåldsaktioner, konfliktomvandling och social förändring. Han har sedan 1980 varit pedagog, organisatör och aktivist i flera länder, och har deltagit i mer än 30 fredliga aktioner för civil olydnad, för vilka han har suttit totalt mer än ett år i fängelse.

## Biografi
Vinthagen är filosofie doktor (2005) i Freds- och utvecklingsforskning från Göteborgs universitet. I sin avhandling om den religiösa utformningen av ickevåldsaktionen av den indiska antikoloniala rörelsens Mohandas K. Gandhi, omtolkas med hjälp av modern samhällsvetenskap och ges en sekulär konceptualisering. Han har skrivit eller redigerat åtta böcker och många artiklar, bland de senaste: Nonviolent Resistance and Culture, 2012 (med M. Sørensen) i Peace & Change, and Tackling Trident (från Irene Publishing).
Vinthagen har varit aktiv i många olika sociala rörelser sedan 1980 (miljö, migranters rättigheter, anti-vapenhandel, fred, Palestina, djurens rättigheter, etc.). Han har varit pedagog, organisatör och aktivist i flera länder, och har deltagit i mer än 30 fredliga aktioner för civil olydnad.
Han var mellan 1986 och 2000 en av de viktigaste organisatörerna av Europeiska Plogbillsrörelsen, en rörelse som utför riktade fredliga avrustningsaktioner på militärbaser eller vapenfabriker. 1986 deltog han i en nedrustningsaktion - Pershing till plogbills - där han tillsammans med tre andra använde hammare och bultsaxar för att förstöra en Pershing II-missil på amerikanska kärnvapenbasen i Mutlangen, i forna Västtyskland. 1998 deltog han i en grupp - Bröd inte bomber - som försökte använda hammare för att "avväpna" en Trident atomubåt på ett varv i Storbritannien. Sedan 2000 har han varit en aktiv deltagare i den globala rättviserörelsen och World Social Forum, och sedan 2010 medlem av rådet War Resisters 'International (WRI). Han var en av initiativtagarna till Academic Conference blockader 2007 på Trident atomubåtsbasen i Faslane, Skottland. som en del av "Faslane 365 "civilolydnad-kampanj (se Faslane Peace Camp). Under två blockader blockerade mer än 50 akademiker från olika länder och mycket olika vetenskapliga discipliner, ingången till denna kärnbas. Samtidigt höll de en normal akademisk konferens, det vill säga föreläste om forskningsrapporter, och diskuterade med eleverna. Båda konferenserna slutade med polisgripande. 
Vinthagen är också en av initiativtagarna till det svenska Ship to Gaza, medlem av Freedom Flotilla, som i maj 2010 försökte bryta belägringen av Gaza med flera fartyg föra hundratals biståndsarbetare och desperat behov av stöd till politiskt skapade humanitära krisen i Gaza. När den israeliska militären dödade nio av deltagarna och skottskadade mer än 30 andra, blev aktionen världsnyheter under lång tid efter. Vinthagen var koordinator för ickevåldsaktions-utbildningar för Gaza Freedom Flotilla under 2011 och 2012. 2011 var han på båten Juliano och blockerades av den grekiska kustbevakningen, och 2012 var han, tillsammans med andra ombord på fartyget Estelle under segling på internationellt vatten utanför Gaza, sköts upprepade gånger med en elektrisk pistol och greps av den israeliska flottan. Sedan dess har han utvisas och förbjudits resa till Israel i tio år. Freedom Flotilla beskrivs av FN:s särskilda rapportör Richard A. Falk som den enskilt viktigaste befrielseaktioner sedan början av ockupationen av Palestina. Enligt västbanken lagstiftare Aziz Dweik från Hamas: "Gaza flottiljen har gjort mer för Gaza än 10 000 raketer."
Stellan Vinthagen har också en blogg om motståndsstudier vid University of Massachusetts Amherst.

## Publikationer (urval)
Granskade artiklar:
- med Anna Johansson (2015) “Dimensions of Everyday Resistance: The Case of Palestinian Sumûd”, Journal of Political Power, published online on Feb 20. doi:10.1080/2158379X.2015.1010803.
- med Lilja, Mona (2014) “Sovereign Power, Disciplinary Power and Biopower: Resisting What Power Med What Resistance?”, Journal of Political Power, 7(1).
- med Anna Johansson (2014) “Dimensions of Everyday Resistance: An Analytical Framework”, Critical Sociology.
- med Lilja, Mona, och Mikael Baaz (2013) “Exploring ‘irrational’ resistance”, Journal of Political Power.
- (2013) “Legal Mobilization and Resistance Movements as Social Constituents of International Law”, Finnish Yearbook of International Law, 21.
- med Håkan Gustafsson (2013) “Law on the Move - Reflections on Legal Change and Social Movements”, Retfærd: Nordisk Juridisk Tidskrift.
- med Anna Johansson (2013) “‘Everyday Resistance’: Exploration of a Concept & its Theories”, Resistance Studies Magazine.
- med Majken Jul Sørensen (2012) “Nonviolent Resistance and Culture”, Peace & Change.
- (2011) “Framväxten av sociala rörelsers globala politik”, Sociologisk Forskning.
- med Pelle Strindlund (2011) "Motståndets väg", Karneval förlag.
- med Håkan Gustafsson (2010): “Rättens rörelser och rörelsernas rätt”, Tidsskrift for Rettsvitenskap, vol. 123, 4 & 5/2010, pp. 637–693. ISSN 0040-7143.
- med Sharon Erickson Nepstad (2008) “Strategic Changes and Cultural Adaptations: Explaining Differential Outcomes in the International Plowshares Movement”, University of Southern Maine, International Journal of Peace Studies, IPRA, Vol. 13, No. 1, Spring/summer, pp. 15–42.
- (2008) “Is the World Social Forum a Democratic Global Civil Society?”, Societies medout Borders, (v.3, #1), Brill; och in Blau, Judith och Marina Karides, The World and US Social Forums: A Better World Is Possible and Necessary, Brill, Chapter 8, pp. 131–148.
- (2008)  “Political Undergrounds: Raging Riots and Everyday Theft as Politics of Normality?”, online publication med referee process, Museion, University of Gothenburg och Museum of World Culture, Gothenburg, (26 pages).
- (2008) “Bortom civilisationens kontroll” [Beyond the Control of Civilization], Glänta, 4:07, Gothenburg, p. 72-78.
- med Sean Chabot (2007)  “Rethinking Nonviolent Action and Contentious Politics: Political Cultures of Nonviolent Opposition in the Indian Independence Movement and Brazil’s Landless Workers Movement”, Research in Social Movements, Conflicts and Change, Elsevier Sciences/JAI Press, Oxford, Vol. 27, pp. 91–122.
- (2006) “Power as Subordination and Resistance as Disobedience: Nonviolent Movements and the Management of Power”, Asian Journal of Social Science, 34:1, pp. 1–21.

Monografier:
- (2015) A Theory of Nonviolent Action: How Civil Resistance Works. London: ZED Books.
- med Håkan Gustafsson och Patrik Oskarsson (2013) Law, Resistance and Transformation: Social Movements and Legal Strategies in the Indian Narmada Struggle, Lund Studies in the Sociology of Law 43. Lund: Department of Sociology of Law, Lund University.
- med Justin Kenrick och Kelvin Mason (eds.) (2012) Tackling Trident: Academics in Action through Academic Conference Blockades. Irene Publishing: Ed (360 pages).
- med Pelle Strindlund (2011) Motståndets väg: civil olydnad som teori och praktik (The Way of Resistance: Civil Disobedience as Theory and Practice) Stockholm: Karneval.
- med Mona Lilja (eds.) 2009 Motstånd [Resistance], Liber Förlag: Stockholm (347 pages).
- (2005) Ickevåldsaktion – En social praktik av motstånd och konstruktion [Nonviolent Action – A Social Practice of Resistance and Construction], PhD Dissertation, Department of Peace and Development Research (Padrigu), University of Gothenburg, Sweden (ISBN 918738065X). (486 pages).
- (1998) Förberedelse för Motstånd – En kritik av plogbillsrörelsens förberedelsemetoder och inre konflikthantering, [Preparation for Resistance – A Critique of the Preparation Methods and Internal Conflict Management of the Plowshares Movement], published av Omega Förlag and Stiftelsen för Fredsarbete, Göteborg (107 pages).